# 동하노버 대관구
동하노버 대관구 또는 오스트하노버 대관구(독일어: Gau Ost-Hannover)는 1925년 수립된 나치당의 지역당 조직 구분이자 나치 독일의 대관구 중 하나이다. 이 대관구는 스타데 지역과 뤼네부르크 지역을 포함한 하노버 주 동북부 영역을 맡고 있었다. 처음에 이 대관구는 단순한 나치 지역당 하위조직이였으나 마흐터그라이풍으로 나치당이 권력을 장악하며 1933년부터 1935년에 프로이센 자유주의 행정권을 강탈하여 점차적으로 민간 행정조직으로 커졌다. 이후 1935년 독일 행정구역으로써의 주가 폐지되면서 대관구가 완전히 행정권을 장악했다. 1945년 나치 독일이 항복하면서 오스트하노버 대관구는 완전히 해체되었다. 1946년 연합국이 독일을 점령하면서 하노버 주로 재편성되었고, 이후 주변의 여러 소주들을 병합하여 니더작센 주가 되었다. 이 와중 암트네하우스 지역은 메클렌부르크포어포메른 주로 편입되었다.

## 역사
원래 나치의 대관구(Gau) 조직은 1926년 5월 22일 나치당 회의에서 지역당 조직 구조 개선을 목적으로 창립한 구역이었다. 이후 1933년 나치가 독일의 권력을 장악하면서 독일의 주 단위 행정구역이 당의 대관구 행정구역으로 대체되었다.
각 대관구를 지휘하는 대관구지휘자는 점점 더 권력이 세지면서 제2차 세계 대전 이후에는 외부에서 거의 간섭을 받지 않았다. 지역 대관구지휘자는 정당 행정 뿐 아니라 정부 직책에도 관여하여 선전 감시 등 다양한 작전을 수행했으며, 1944년 9월 이후에는 국민돌격대 소집과 각 대관구 방어작전 역할도 맡았다.
동하노버 대관구의 대관구지휘자는 대관주 수립부터 해체까지 오토 텔쇼프 혼자서 맡고있었다.
동하노버 대관구 내에는 베르겐-벨젠 강제 수용소가 운용되고 있었다. 이 강제수용소는 1945년 4월 영국군이 해방시켰다. 해방 당시 수용소에는 기아에 시달리는 6만명의 수감자들 및 수많은 시체들이 있었다.